# Guillaume I de Bures
Guillaume de Bures (d. 1142) a fost un cruciat francez, devenit principe de Galileea din 1120.
Guillaume era originar din Bures-sur-Yvette, provincia Île-de-France.
El a sosit în Regatul Ierusalimului înainte de 1115, împreună cu fratele său Geoffroi, devenind vasali ai contelui Josselin I de Courtenay de Edessa.
În 1119, Guillaume și Geoffroi au luat parte la un raid asupra teritoriului selgiucizilor de-a lungul Iordanului, în cadrul căruia Geoffroi și-a găsit moartea. Atunci când seniorul său Josselin a preluat conducerea efectivă a Edessei, Guillaume a fost numit principe de Galileea.
Când Eustațiu Grenier a murit în 1122, și în condițiile în care regele Balduin al II-lea al Ierusalimului era încă ținut captiv la musulmani, Guillaume a devenit conetabil și regent al Regatului Ierusalimului. În 1127-1128, el a fost trimis cu o misiune în Franța, alături de Hugo de Payens, pentru a căuta un soț pentru moștenitoarea tronului Ierusalimului, fiica lui Balduin, Melisenda.
Guillaume a murit fără a avea moștenitori direcți, drept pentru care a fost succedat ca principe de Galileea de către nepotul său de frate, Elinard de Bures, fiul lui Geoffroi.